# Legge di protezione degli agenti al servizio degli Stati Uniti
La Legge di protezione degli americani in servizio (American Service-Members' Protection Act), conosciuta anche come "Legge di invasione dell'Aia" (Hague Invasion Act), è una legge federale degli Stati Uniti d'America che ha lo scopo di "proteggere il personale militare degli Stati Uniti ed altri ufficiali appuntati ed eletti del governo da persecuzioni legali di una corte per crimini internazionali a cui il paese non fa parte". La legge è stata proposta nel 2002 da Bill Young ed approvata nello stesso anno sotto il governo di George W. Bush.
Conferisce al presidente il potere di utilizzare "tutti i mezzi necessari e appropriati per ottenere il rilascio di qualsiasi membro del personale statunitense o alleato detenuto o imprigionato da, per conto di o su richiesta della Corte Penale Internazionale".

## Descrizione
Gli Stati Uniti non sono membri della Corte Penale Internazionale (International Criminal Court, ICC). La legge autorizza il Presidente degli Stati Uniti ad utilizzare "tutti i mezzi necessari e appropriati per ottenere il rilascio di qualsiasi membro del personale statunitense o alleato detenuto o imprigionato da, per conto di o su richiesta della Corte penale internazionale". Questa autorizzazione ha portato la legge ad essere soprannominata colloquialmente "legge di invasione dell'Aia", poiché consente al presidente di ordinare un'operazione militare, come un'invasione dell'Aia, dove si trova l'ICC, per proteggere i funzionari e il personale militare americani dalle accuse o salvarli dalla custodia.
Il disegno di legge è stato presentato dal senatore degli Stati Uniti Jesse Helms (repubblicano della Carolina del Nord) e dal rappresentante degli Stati Uniti Tom DeLay (repubblicano del Texas), come emendamento alla legge sugli stanziamenti supplementari del 2002 per l'ulteriore recupero e risposta agli attacchi terroristici contro gli Stati Uniti Stati (HR 4775). L'emendamento (S.Amdt 3597) è stato approvato dal Senato degli Stati Uniti, con 30 democratici e 45 repubblicani a favore. Il disegno di legge è stato ufficialmente firmato dal presidente George W. Bush il 2 agosto 2002.
SEZ. 2008. della legge autorizza il Presidente degli Stati Uniti ad "utilizzare tutti i mezzi necessari e appropriati per ottenere il rilascio di qualsiasi persona descritta nella sottosezione (b) che sia detenuta o imprigionata da, per conto di, o su richiesta di la Corte Penale Internazionale”. La sottosezione (b) specifica che questa autorità si estende alle "persone statunitensi coperte" (membri delle forze armate degli Stati Uniti, funzionari eletti o nominati del governo degli Stati Uniti e altre persone impiegate o che lavorano per conto del governo statunitense) e "persone alleate coperte" (personale militare, funzionari eletti o nominati e altre persone impiegate o che lavorano per conto del governo di un paese membro della NATO, un importante alleato non NATO tra cui Australia, Egitto, Israele, Giappone, Argentina, Repubblica di Corea e Nuova Zelanda).

## Effetti e ricezione
La legge vieta ai governi e alle agenzie federali, statali e locali (compresi i tribunali e le forze dell'ordine) di assistere la Corte Penale Internazionale. Ad esempio, proibisce l'estradizione di qualsiasi persona dagli Stati Uniti a quest'ultima; proibisce il trasferimento di informazioni classificate sulla sicurezza nazionale e informazioni sulle forze dell'ordine ad essa; e proibisce agli agenti del tribunale di condurre indagini negli Stati Uniti
La legge proibisce anche gli aiuti militari statunitensi ai paesi che fanno parte della corte. Tuttavia, sono consentite eccezioni per gli aiuti ai membri della NATO, ai principali alleati non NATO, Taiwan e ai paesi che hanno stipulato "accordi dell'articolo 98", accettando di non consegnare cittadini statunitensi alla Corte Penale Internazionale. Inoltre, non proibisce agli Stati Uniti di assistere nella ricerca e cattura di cittadini stranieri ricercati per essere perseguiti dalla corte, citando specificamente Saddam Hussein, Slobodan Milošević e Osama bin Laden come esempi.
La Brookings Institution afferma che l'atto "raffredda gli sforzi degli Stati Uniti per sostenere il lavoro della Corte Penale Internazionale in Ucraina".
La legge è stata condannata dalle organizzazioni per i diritti umani. La Coalizione per la Corte Penale Internazionale l'ha definita una "pericolosa opposizione simbolica alla giustizia penale internazionale"  e anche Human Rights Watch ha condannato la legge.